# 早川広中
早川 廣中（はやかわ ひろなか、1935年（昭和10年）9月10日 - ）は、日本の政治家。元会津若松市長。

## 経歴
福島県立会津高等学校、中央大学法学部を卒業。
八田貞義衆議院議員の秘書や中央大学経済学部教授を歴任し、1987年（昭和62年）の会津若松市長選挙で初当選を果たす。
1991年（平成3年）の市長選で、山内日出夫に敗北。
現在は、財団法人白虎隊記念館の理事長を務める。